# La Haute-Chapelle

La Haute-Chapelle este o comună în departamentul Orne, Franța. În 1 ianuarie 2018 avea o populație de 549 de locuitori.